# Gervais de Bazoches
Pour les articles homonymes, voir Bazoches (homonymie).
Gervais de Bazoches, prince de Galilée et de Tibérias, exécuté en 1108 à Damas.
Avant la première croisade, il était avoué de l'église de Mont-Notre-Dame et frère d'Hugues, seigneur de Bazoches.
En Terre sainte, c'est l'un des officiers du roi Baudouin Ier de Jérusalem qui lui confia la principauté de Galilée à la mort d'Hugues de Fauquembergues en 1106. Au mois de mai 1108, sa troupe de 80 chevaliers et 200 soldats fut défaite par Tughtekin, atabeg de Damas, et Gervais fut fait prisonnier avec quelques chevaliers. Tughtekin demanda les villes d’Acre, d'Haïfa et de Tibériade pour sa libération, le roi Baudouin 1er refusa tout en proposant une rançon d'argent. Gervais fut alors exécuté. Guibert de Nogent rapporte dans son Histoire des Croisades que son crâne fut transformé en coupe à boire par les Turcs.

## Source
- (en) Alan V. Murray, The crusader Kingdom of Jérusalem: A Dynastic History, 1099-1125, Oxford, Prosopographica et genealogica, coll. « Occasional Publications / 4 », 2000, 280 p. [détail de l’édition] (ISBN 1-900934-03-5)